# فلاوین مونونوکلئوتید
فلاوین مونونوکلئوتید (به انگلیسی: Flavin mononucleotide) با فرمول شیمیایی C۱۷H۲۱N۴O۹P یک ترکیب شیمیایی با شناسه پاب‌کم ۶۴۳۹۷۶ است. که جرم مولی آن ۴۵۶٫۳۴۴ g/mol می‌باشد. 